# Трупель
Трупель (пол. Trupel, нім. Traupel) — село в Польщі, у гміні Кіселиці Ілавського повіту Вармінсько-Мазурського воєводства.
Населення — 229 осіб (2011).
У 1975-1998 роках село належало до Ельблонзького воєводства.

## Демографія
Демографічна структура станом на 31 березня 2011 року:
|          | Загалом | Допрацездатний вік | Працездатний вік | Постпрацездатний вік |
| -------- | ------- | ------------------ | ---------------- | -------------------- |
| Чоловіки | 122     | 27                 | 84               | 11                   |
| Жінки    | 107     | 18                 | 64               | 25                   |
| Разом    | 229     | 45                 | 148              | 36                   |